# Ferdinand Rimoz de La Rochette
Ferdinand Rimoz de La Rochette, né le 25 juillet 1818 à Billy et mort le 15 juillet 1893 à Billy, est un maître de forge et industriel français.

## Biographie
Ferdinand de La Rochette est le fils d'Antonin Rimoz de La Rochette et de Gilbert Gontier.
Descendant d'une famille anoblie au 18ème siecle, Ferdinand de La Rochette est propriétaire du château de La Rochette à Villemontais.
Il fait ses études à l'École Centrale des Arts et Manufactures dont il sort en 1839.

## Hauts-fourneaux et Fonderies de Givors Établissements Prénat

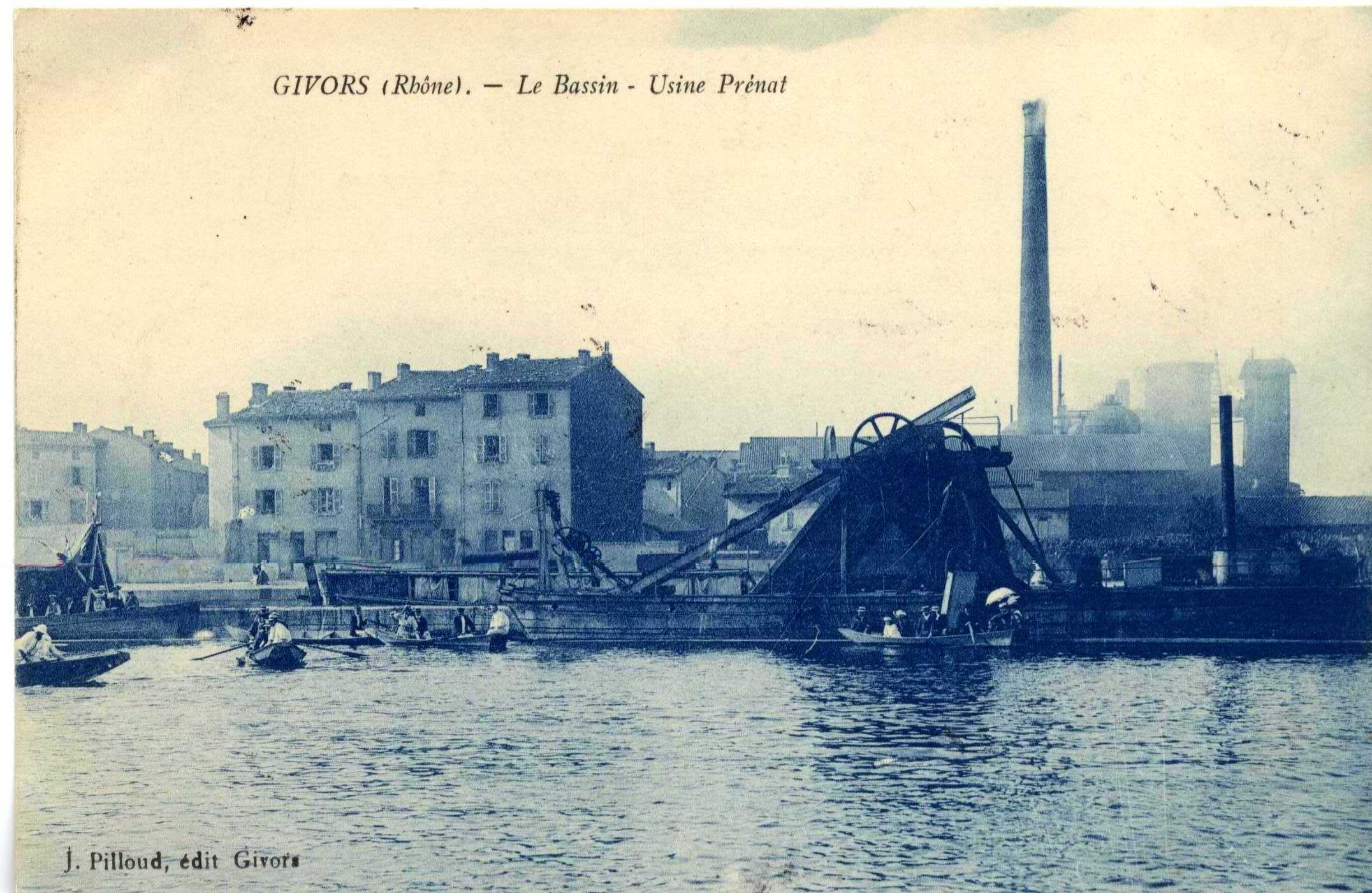
Fonderie Prénat, Bassin de Givors. Archives municipales de Givors, cote 5Fi 23

Le 1er juillet 1841, messieurs Victorin Genissieu et Eustache Prénat forment à Givors la Société V. Genissieu & Prénat, destinée à alimenter en fontes une fonderie créée en 1839 à Givors et la fonderie Génissieux de Vienne. Givors se trouve à l'extrémité du canal Givors-Rive de Gier et de la voie ferrée de Saint-Étienne à Rive de Gier.
Trois mois plus tard, avec le concours de monsieur Ferdinand de La Rochette, ingénieur civil des mines, la société entreprend la construction de deux hauts-fourneaux : le premier est mis à feu en avril 1843 et le second en mars 1847. Le personnel s'accroît alors de spécialistes de fonderie venant de la région d'Altkirch en Alsace. Parmi ces familles se trouve le nom des Boiteux dont l'un des descendants est chef de service à l'usine.
En mars 1853, la Société des Hauts-Fourneaux et Fonderies de Givors E. Prénat & Cie est constituée au capital de 1 800 000 Frs.
Monsieur Eustache Prénat en est le gérant responsable avec, comme associés, messieurs Victorin Genissieu, Jacques Prénat, Ferdinand de La Rochette.
Cette même année, la construction de 6 fours à coke est entreprise et les concessions pour l'extraction de la houille de la mine des Granges et de celle de Rochetaillée près de Saint-Etienne sont obtenues.
En 1856, la Commission de l'Erection de la Vierge du Puy traite avec monsieur Eustache Prénat la fabrication de la statue monumentale de Notre-Dame de France qui allait être érigée au sommet du rocher Corneille au Puy.
Monsieur Bonnassieux en donne les plans et monsieur Fournier, sculpteur de l'usine, en assure l'exécution.
Lorsque la statue se dressa au milieu de l'usine dans son grand échafaudage de bois, on vint l'admirer de toute part. L'affluence fut même telle que, pour éviter l'encombrement, monsieur Prénat se vit obligé de n'admettre dans ses ateliers que sur présentation d'un billet d'entrée. La somme recueillie permit l'achat de la première cloche de l'Eglise du Canal. En hommage à cette oeuvre, monsieur Eustache Prénat obtint du Pape Pie IV la décoration de Saint-Sylvestre.
Le 1er mars 1863, la raison sociale devient F. de La Rochette & Cie. La comptabilité est transformée entièrement, la méthode employée alors subsistera durant de nombreuses années.
En 1866, c'est la mort à l'âge de 63 ans du fondateur, monsieur Eustache Prénat. Monsieur Ferdinand de La Rochette le remplace comme gérant et, en 1868, monsieur Edouard Prénat (fils d'Eustache) prend la gérance avec lui.